# Финиксвил (Пенсилванија)
Финиксвил (енгл. Phoenixville) град је у америчкој савезној држави Пенсилванија.

## Демографија
По попису из 2010. године број становника је 16.440, што је 1.652 (11,2%) становника више него 2000. године.
| Група             | 2000.          | 2010.          |
| Белци             | 12.647 (85,5%) | 12.825 (78,0%) |
| Афроамериканци    | 1.133 (7,7%)   | 1.415 (8,6%)   |
| Азијати           | 358 (2,4%)     | 576 (3,5%)     |
| Хиспаноамериканци | 432 (2,9%)     | 1.220 (7,4%)   |
| Укупно            | 14.788         | 16.440         |